# Friedrich Georg Wilhelm Struve
Friedrich Georg Wilhelm Struve (Altona, Hamburgo, 15 de abril de 1793 — São Petersburgo, 23 de novembro de 1864) foi um astrônomo alemão.
Publicou trabalhos fundamentais sobre estrelas duplas e realizou inúmeras medições geodésicas, entre outras realizações.
Também conhecido por Wilhelm Struve, Wilhelm von Struve ou Friedrich Wilhelm Struve, e no alfabeto cirílico: Василий Яковлевич Струве, pai do também astrônomo Otto Wilhelm von Struve, que foi seu sucessor no observatório de Pulkowo, nas imediações de São Petersburgo.

## Vida e obra
Filho de Jakob Struve (1755 — 1841), irmão do médico Ludwig August Struve.
Em 1808, com quinze anos de idade, iniciou os estudos de Filologia na Universidade de Tartu (na época Dorpat), na Estônia, pertencente então à Rússia tsarista. Após alguns semestres mudou seus estudos para matemática e astronomia, completando-os com doutoramento em 1813, sendo em seguida professor extraordinário de astronomia e responsável pelo observatório de Dorpat.
Em 1818 obteve a cátedra de professor, e em 1820 foi diretor do observatório de Dorpat. De 1814 a 1821 foi professor de matemática. Em 1824 foi inaugurado um telescópio refractor, instalado por Joseph von Fraunhofer, com 24,4 cm de abertura. Struve realizou observações intensivas de estrelas duplas, descobrindo muitas delas.

## Condecorações
Struve recebeu por suas pesquisas inúmeras condecorações. Obteve em 1826 a Medalha de Ouro da Royal Astronomical Society. A Royal Society condecorou-o em 1827 com a Medalha Real.
Em memória da família de astrônomos Struve uma cratera lunar e um asteroide (768 Struveana) foram batizados em sua lembrança.

## Descendentes
De seu casamento com a primeira mulher nasceram:
- Otto von Struve (1819 — 1905), astrônomo
- Heinrich Wilhelm von Struve (1822 — 1908), químico
- Bernhard Wilhelm von Struve (1827 — 1889), governador de Astracã e Perm.

Do segundo casamento descendem:
- Karl Wilhelm (cirílico Wassiliwitsch) Struve (1835 — 1907), embaixador russo no Japão, Estados Unidos e Países Baixos.

Seu sobrinho Pjotr Berngardowitsch Struve (filho de Bernhard Wilhelm von Struve) é presumivelmente o membro da família Struve mais conhecido na Rússia. Ele foi um dos primeiros marxistas, publicando em 1898 o manifesto do Partido Social Democrata dos Trabalhadores da Rússia. Posteriormente mudou de posição e defendeu a democracia constitucional na Duma. Durante a Guerra Civil Russa foi aliado do Exército Branco, sendo ministro de Pyotr Nikolayevich Wrangel e Anton Ivanovich Denikin. Viveu no exílio posteriormente em Paris.
Dentre seus descendentes estão também:
- Hermann von Struve (1854 — 1920), sobrinho
- Ludwig von Struve (1858 — 1920), sobrinho
- Otto von Struve (1897 — 1963), tio-sobrinho.

## Obras selecionadas
- Observationes Dorpatenses, 8 volumes. Dorpat, 1817-39
- Catalogus novus stellarum duplicium. Dorpat, 1827
- Stellarum duplicium mensurae micrometricae. São Petersburgo, 1831
- Stellarum fixarum, imprimis compositarum positiones mediae. São Petersburgo, 1852